# پارک ملی کلونک
پارک ملی کَلونک (فرانسوی: Calanques National Park‎) یک پارک ملی در ساحل دریای مدیترانه در شهرستان بوش-دو-رون، فرانسه است. این پارک ملی که در سال ۲۰۱۲ تشکیل شده دارای ۵۲۰ کیلومتر مربع وسعت است.

## نگارخانه

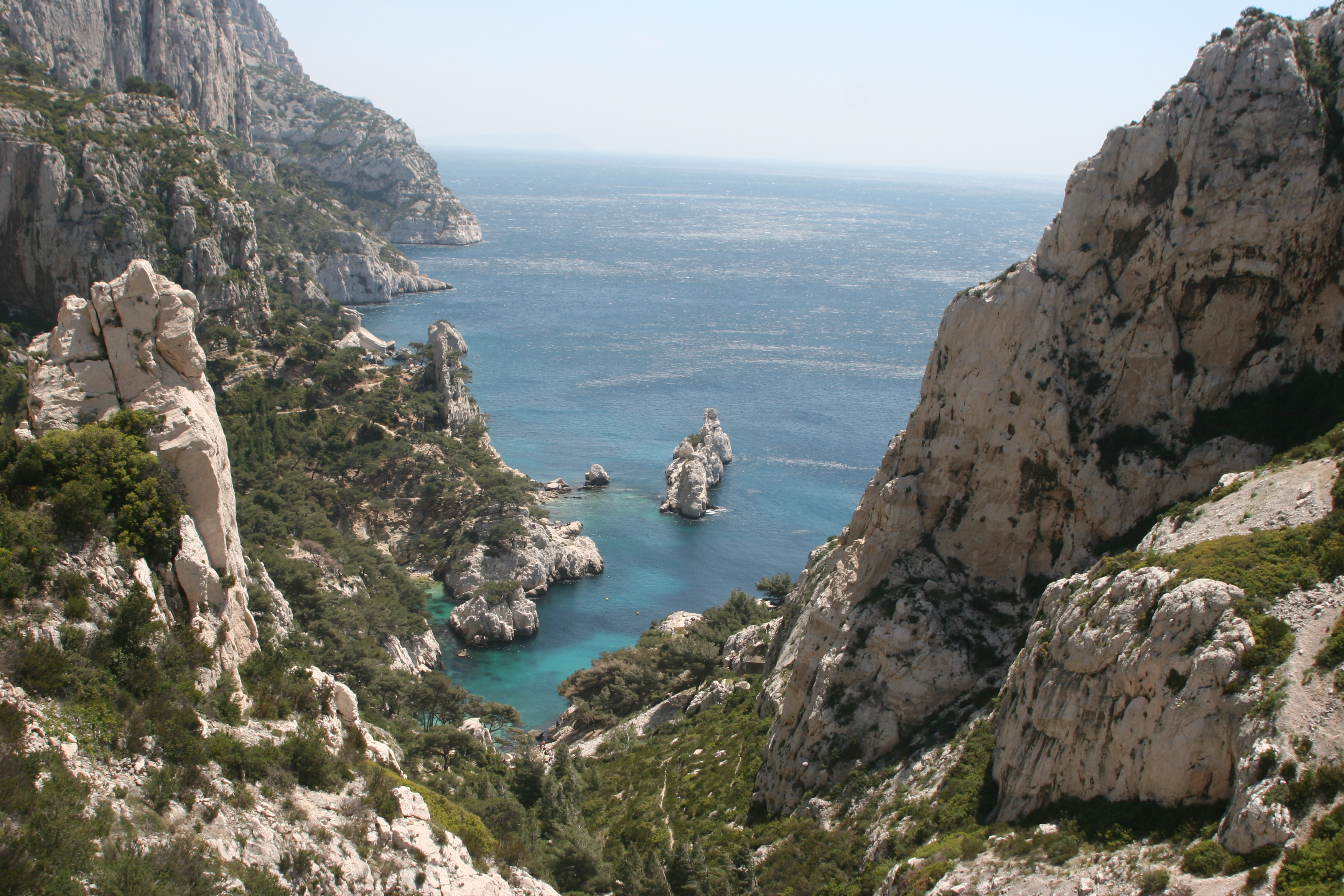
Sugiton
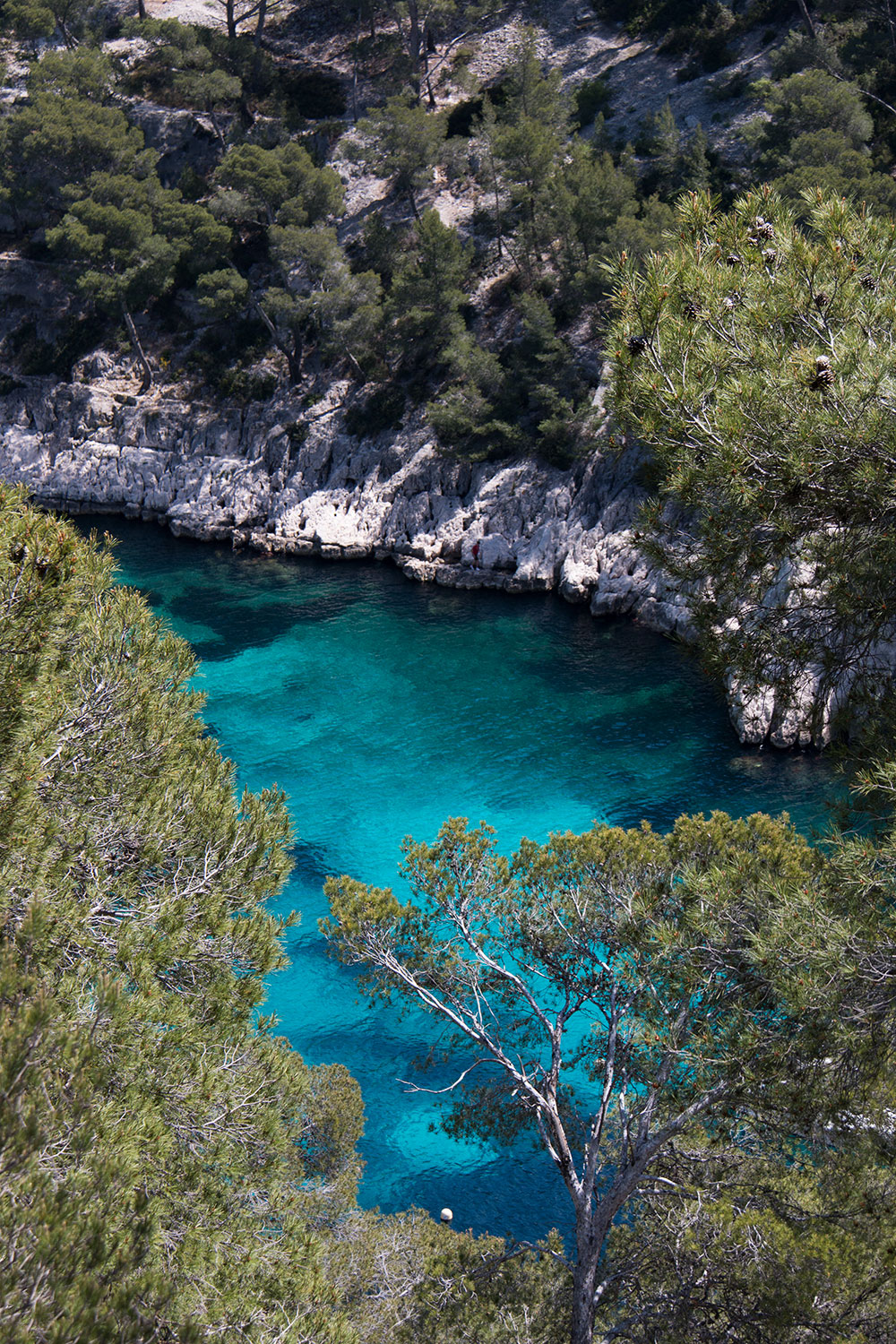
Morgiou
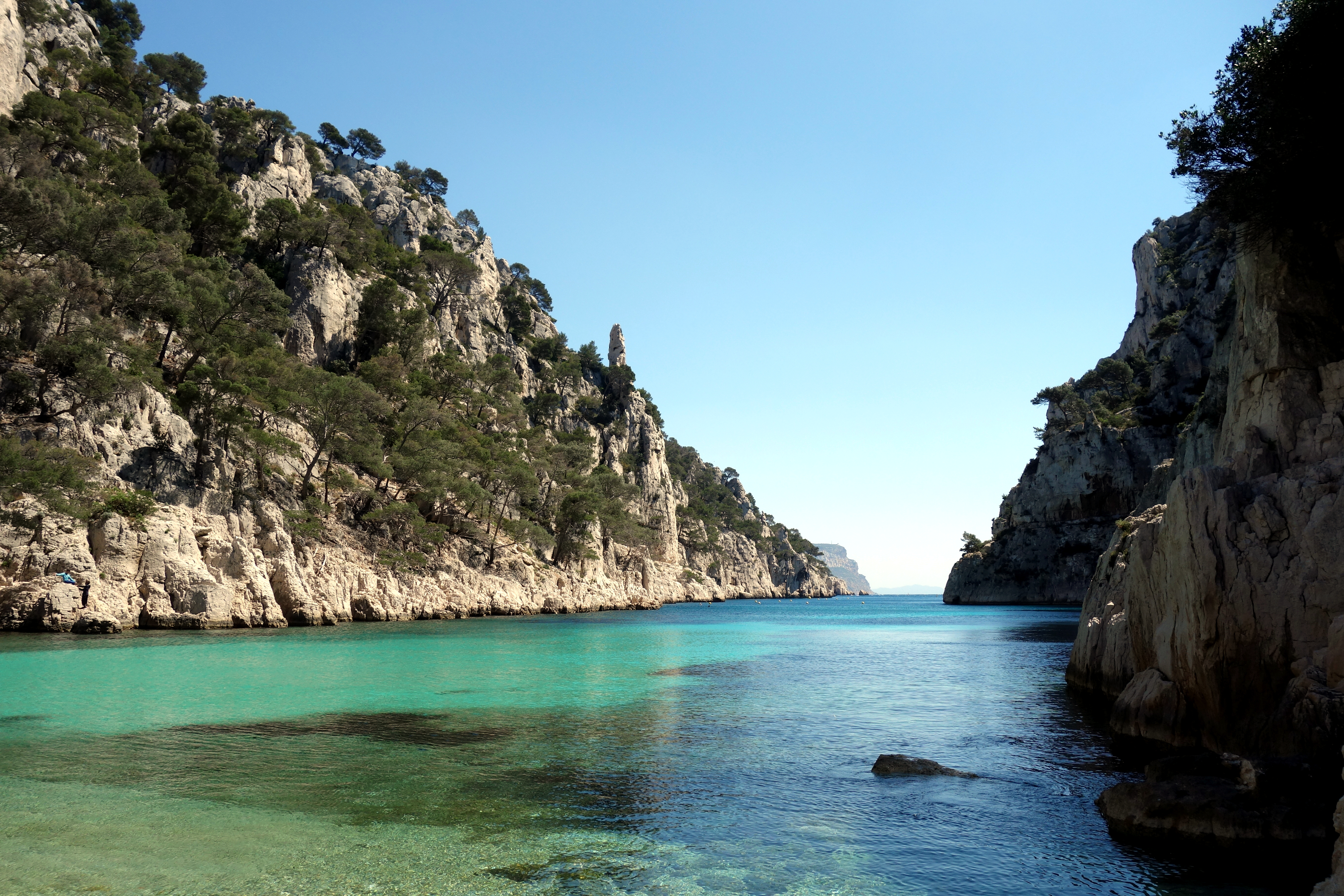
En-Vau
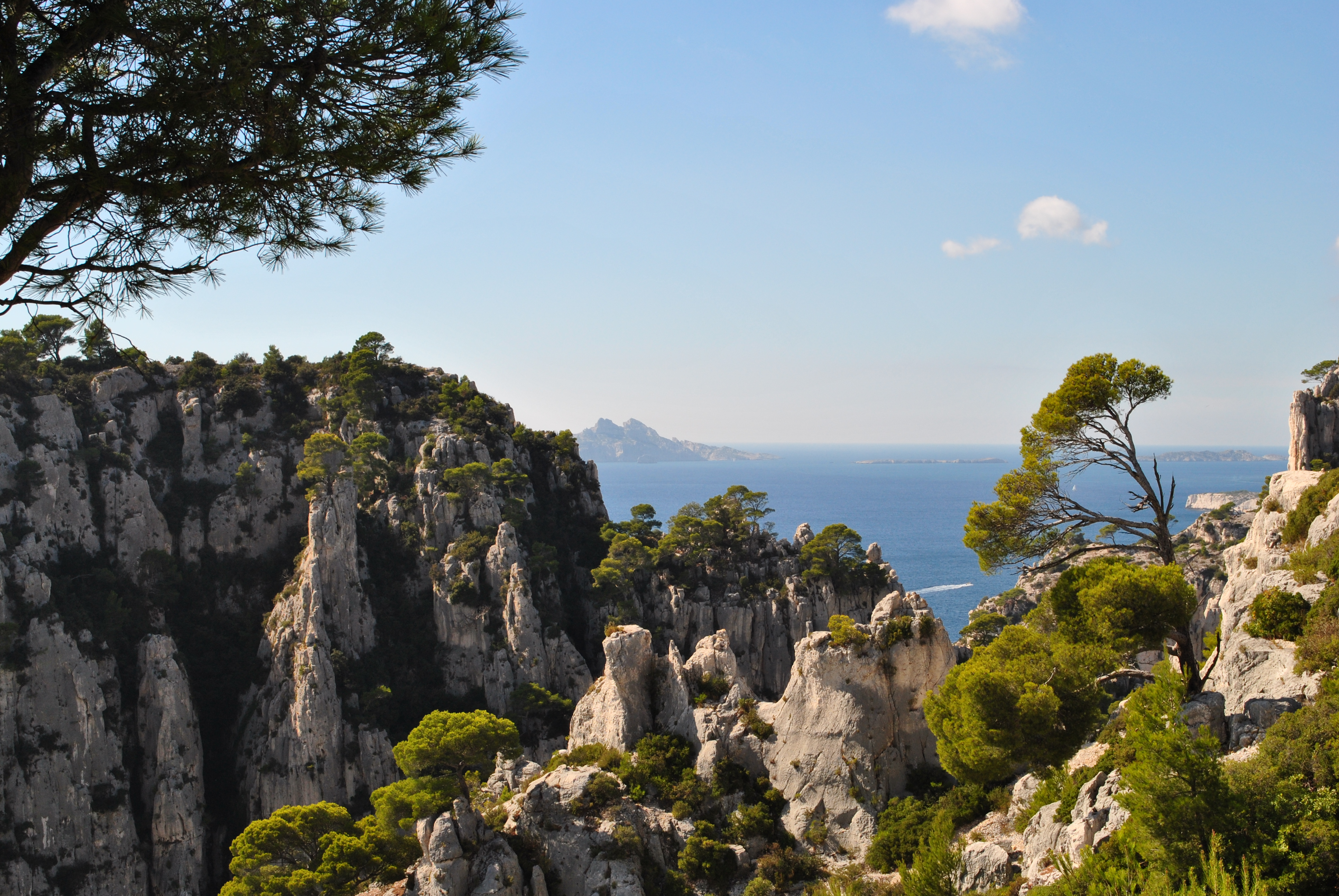
Belvédère